# 火车北站 (成都市)
火车北站是成都地铁1号线和7号线的一座车站，位于中華人民共和國四川省成都市金牛区成都站站前广场东侧地下。1号线部分呈北偏东走向，南端为二环路人民北路交叉路口。因位于国铁成都站（成都地区俗称火车北站）而得名，于2010年9月27日启用。

## 车站構造
火车北站车站总长158米，总造价约7300多万元。2006年，本站初次设计为双层三跨，地下一层为站厅层，站厅公共区设有一个付费区和两个非付费区，地下二层为1号线车站站台层，站台设计宽13米，有效站台长120米，2011年，规划7号线与运营的1号线呈斜“十”字型相交，在地下二层1号线站台下方，新增地下三层站台层，7号线车站为地下三层三跨框架结构，总长200.5米，标准段宽度23.0米，标准段深度24.94米，1号线车站设置A、B、C、D 4个出入口，其中B为预留口，1、2号2组风亭及1、2号2个安全口。
|                              |  | 1号线往韦家碾（升仙湖）           |
| 島式 · 開左邊车门 · 往 7号线 |  |                                   |
|                              |  | 1号线往科学城或五根松（人民北路） |

|                              |  | 7号线外环（北站西二路） |
| 島式 · 開左邊车门 · 往 1号线 |  |                         |
|                              |  | 7号线内环（驷马桥）     |

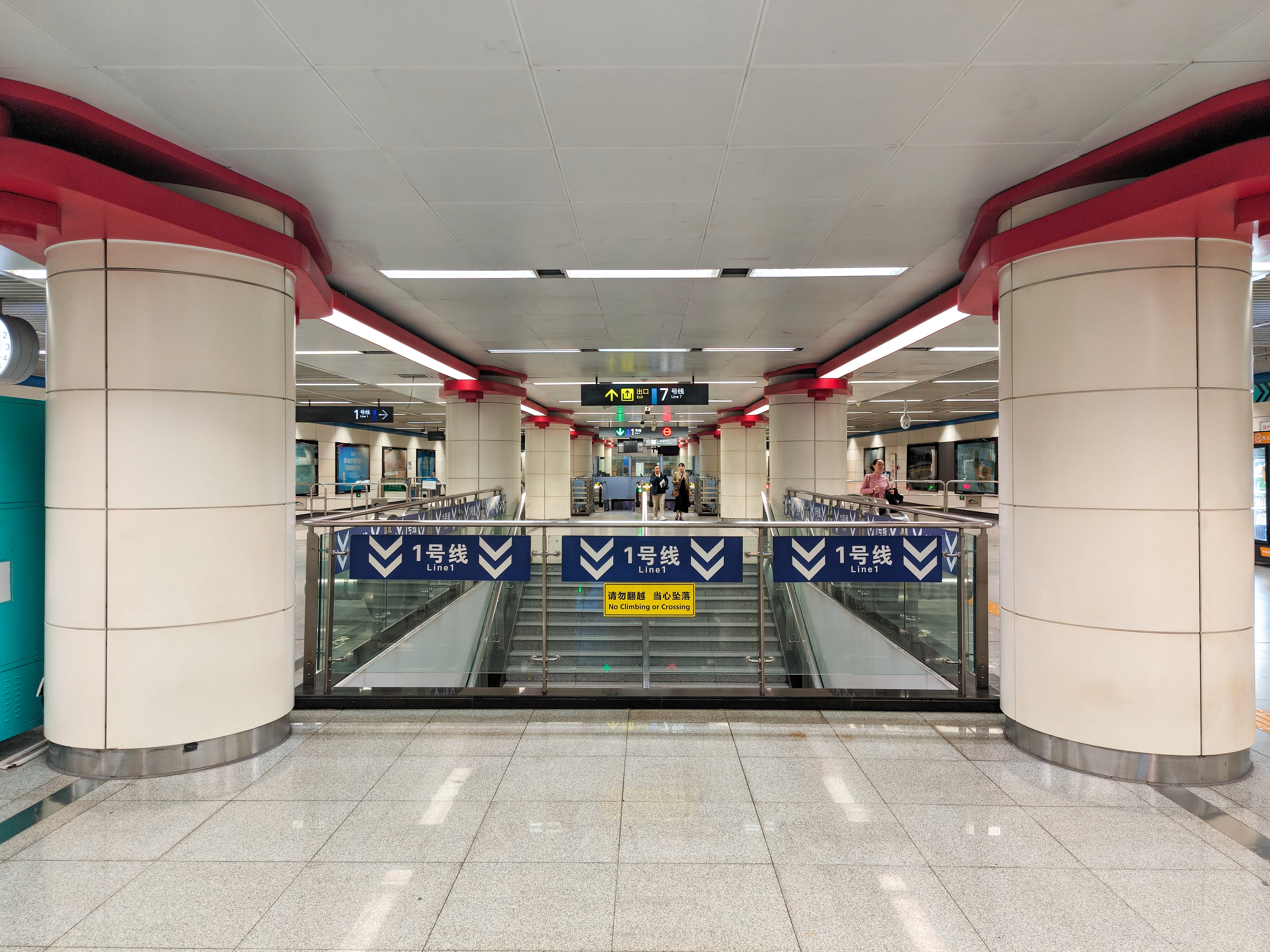
1号线站厅
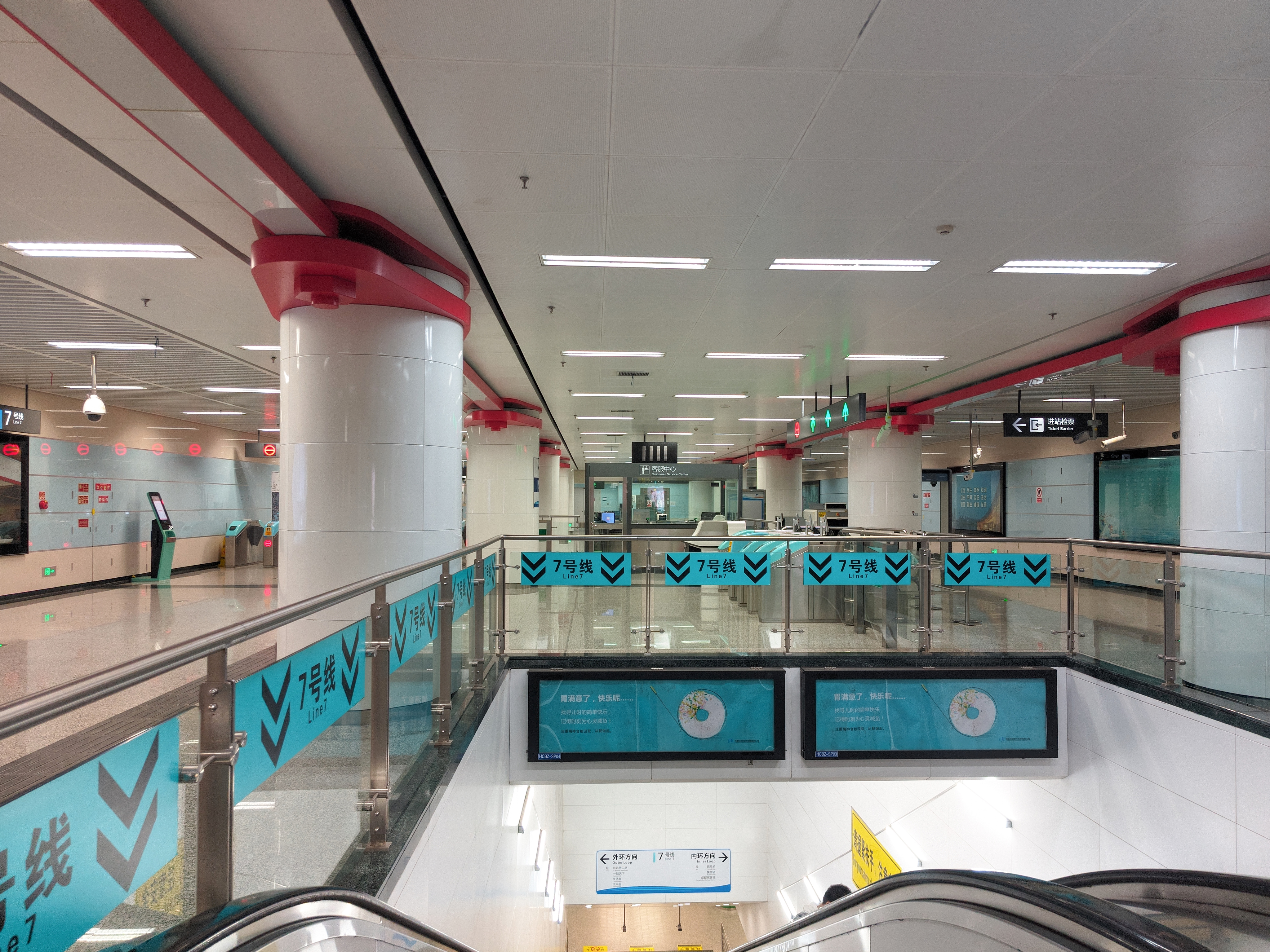
7号线站厅
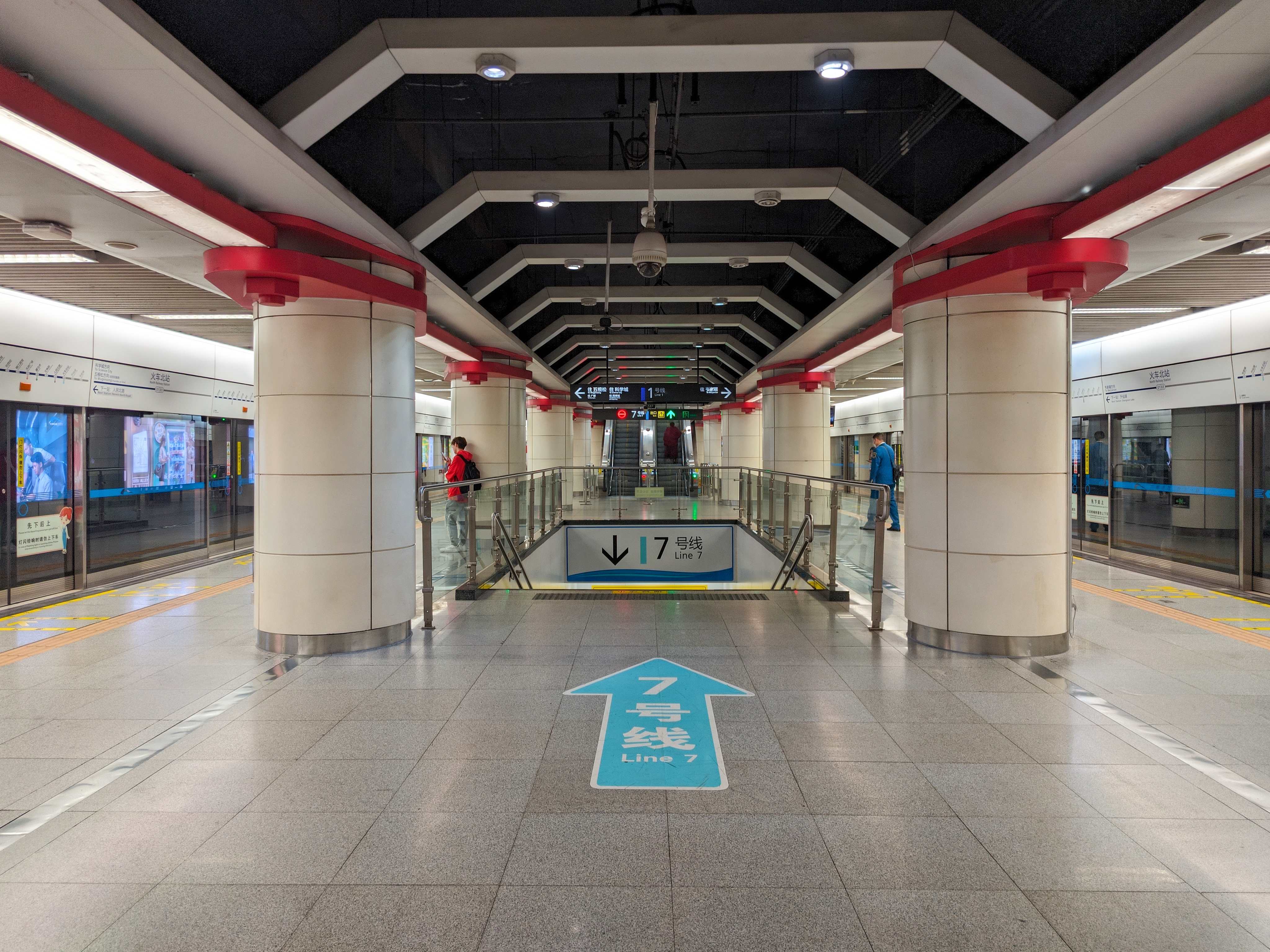
1号线站台
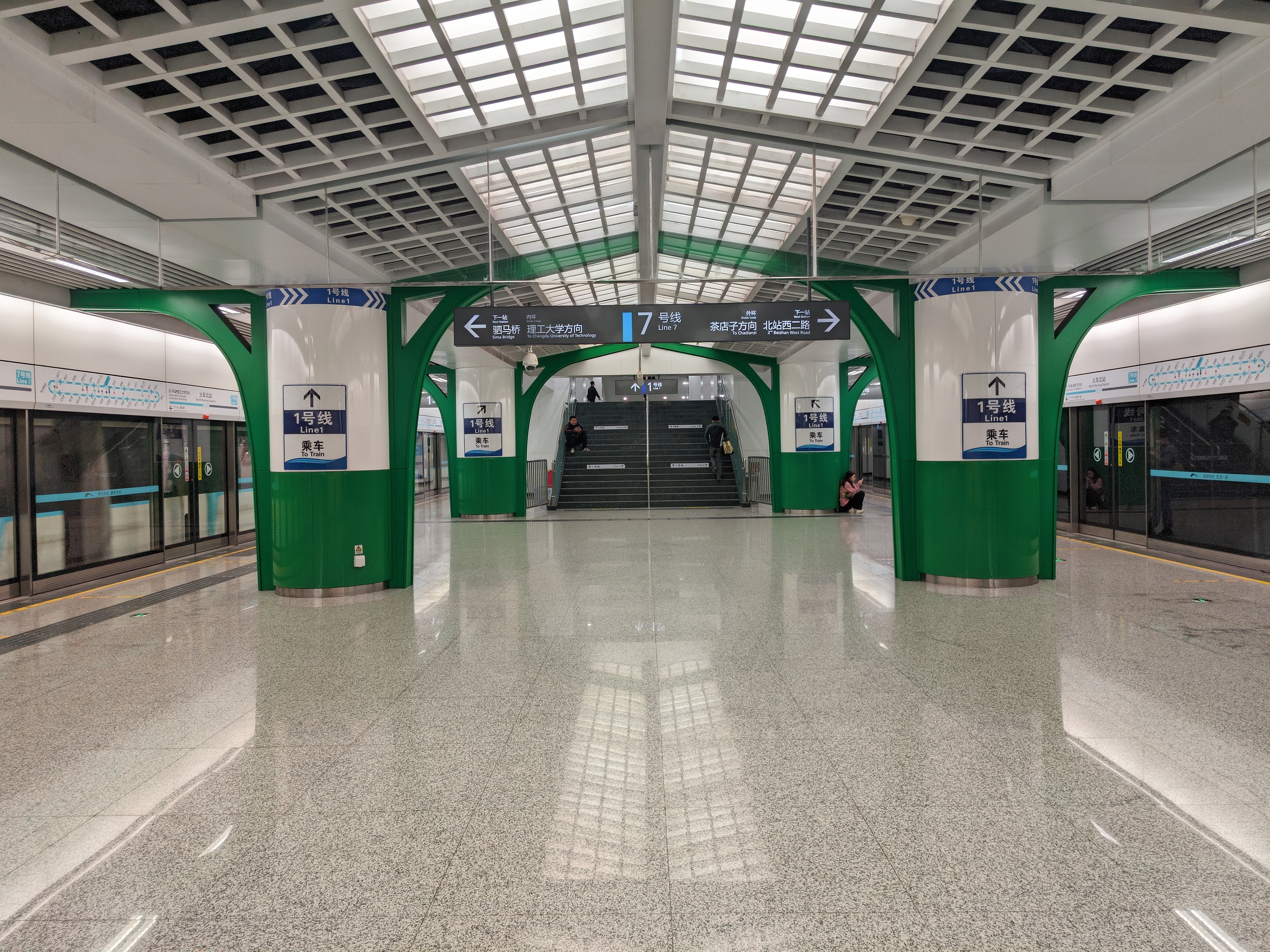
7号线站台
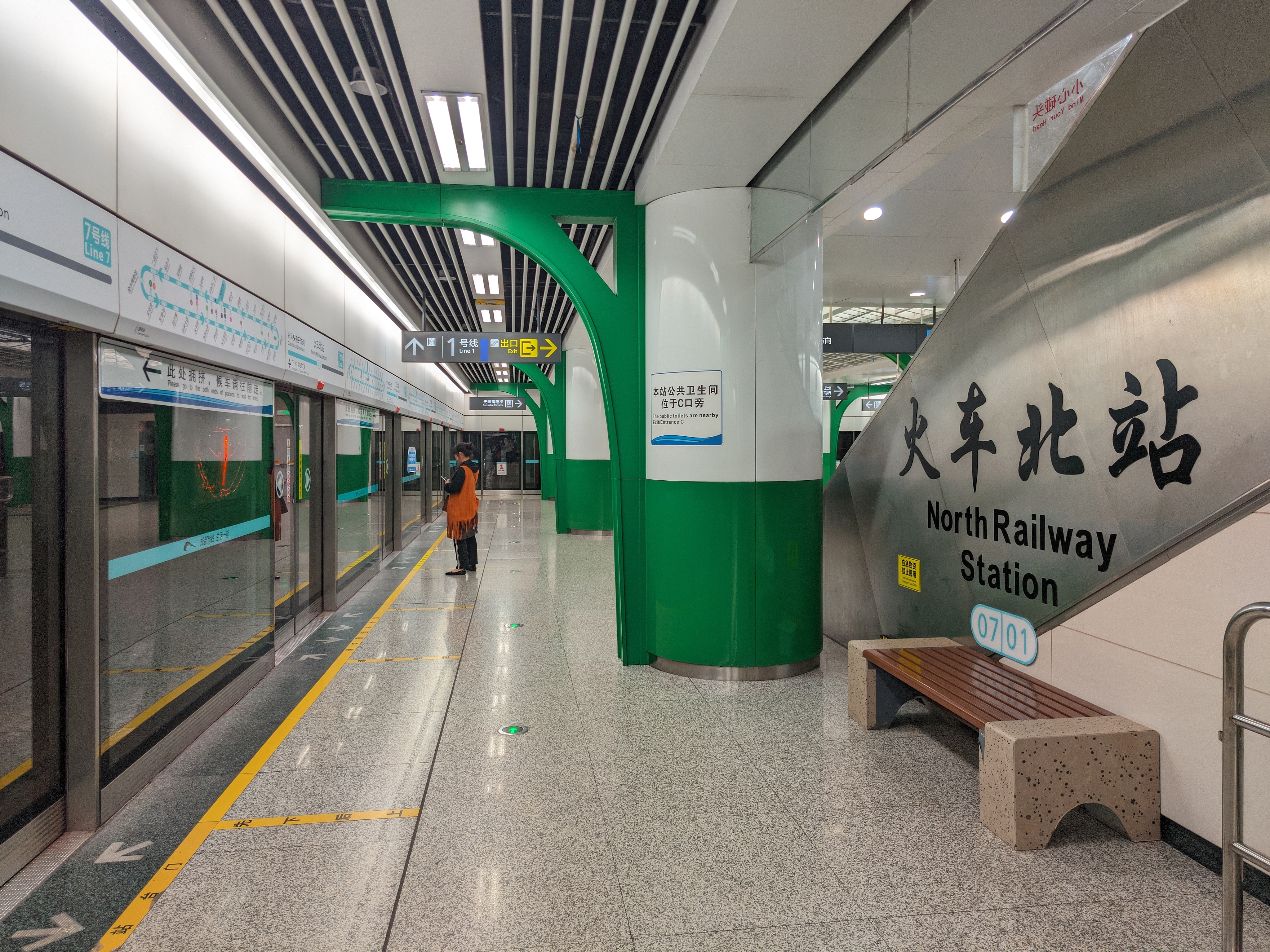
7号线站台

## 内装与公共艺术
本站1号线部分用红色连杆元素象征蒸汽机车传动系统。
本站7号线车站为7号线5座艺术站之一，部分站厅位置延续了1号线车站原有方案，柱面上方为红色连杆造型，而在站台则打造了绿色色调老式火车月台的怀旧空间。

## 出入口
本站共设置6个出入口，目前因为成都站进行改造工程，A、D、E、H出口封闭，实际开放2个出入口。因连通二环路地下过街通道，实则还有3处不隶属于成都地铁的出入口。
|          |              |                                    |      |
|          |              |                                    |      |
| 编号     | 设施         | 指示                               | 照片 |
|          | 无障碍卫生间 | 二环路北三段、荷花池市场           |      |
| 出口 · F |              | 二环路北二段、公交路、人民北路二段 |      |

## 車站周邊
- 成都站（改造中）

## 公交换乘
快速公交线路
成都市二环路快速公交K1、K1A、K2、K2A线。
普通公交线路
2路； 9路； 11路； 15路； 16路； 17路； 24路； 27路； 28路； 34路； 36路； 52路； 54路； 55路； 57路； 65路； 73路； 83路； 86路； 123路； 298夜间专线； 802路； 机场专线2号线等。